# District du Dorat
Le district du Dorat est une ancienne division territoriale française du département de la Haute-Vienne de 1790 à 1795.
Il était composé des cantons de le Dorat, Château Ponsat, De Darnac, Lussac les Eglises, Magnac et Saint Sulpice les Feuilles.